# Forgotten Weapons
Forgotten Weapons désigne à la fois un site Web et une chaîne apparaissant sur YouTube, Utreon, Full30 et Floatplane, créés et présentés par Ian McCollum, qui couvrent l'histoire des armes à feu anciennes, inconnue, étrange ou historiquement importantes et, par conséquent, présente des modèles, parfois très rare.

## Vidéos
Forgotten Weapons présente fréquemment des armes à feu inhabituelles, rares, étranges, expérimentales, ou uniques, telles que les versions parachutistes du fusil Arisaka Type 99 de l'empire du Japon doté d'une crosse pliable attachée à une charnière. Ian McCollum expose l'histoire de ces armes à feu en détail et explique souvent l'importance de certaines armes à feu dans le développement des technologies dans le milieu des armes à feu ainsi que l'histoire militaire à la quelle il peuvent être liés. Il explique aussi généralement le fonctionnement mécanique et technologique ainsi que les pièces de l'arme en la démontant.
Ian McCollum  emprunte souvent les armes qu'il présente aux maisons de ventes aux enchères, le plus souvent à Rock Island Auction  et à Morphy Auctions. il arrive également que des musée lui prête des pièces de leur collection, notamment pour des modèle anciens ou rares. Il a également écrit des livres et des articles pour Popular Mechanics sur le thème des armes à feu.

## Plateformes
Ian McCollum évite les sujets politiques et couvre exclusivement des sujets techniques et historiques. Sa chaine comptabilise plus de 2.5 millions d'abonnés sur YouTube. Malgré cela, il a déjà rencontré quelques difficultés avec YouTube qui a supprimé des vidéos qu'il avait publiées, principalement en vertu du règlement de YouTube assez strict sur certains sujets. C'est pourquoi il a commencé à télécharger ses vidéos sur d'autres plateformes telles que Full30 et Floatplane.
En 2014, Ian McCollum a amélioré la qualité de ses vidéos grâce à une campagne de dons sur IndieGogo, dont les bénéfices ont été utilisés pour acheter du matériel photo de meilleure qualité.
En 2018, McCollum a cofondé Headstamp Publishing avec ses collègues N.R.Jenzen-Jones (de Armament Research Services) et James Rupley, ce qui lui a permis d'écrire et de publier son livre Chassepot to FAMAS. Le livre a fait l'objet d'un financement participatif sur Kickstarter et a permis de récolter 800 256 $ pour financer le projet. Le deuxième livre publié par Headstamp Publishing, Thorneycroft to SA80: British Bullpup Firearms, 1901–2020, écrit par Jonathan Ferguson, a récolté 579 585 $ sur Kickstarter. Le deuxième livre de McCollum, Pistols of the Warlords, a récolté 1 541 381 $ sur Kickstarter.